# Incidente de Xian
Incidente de Xian foi um episódio político da história moderna da China, ocorrido na cidade de Xian, Xianxim em 1936, durante a guerra civil chinesa — travada entre o governo central do país, o Kuomintang, e o rebelde Partido Comunista Chinês, às vésperas do início da Segunda Guerra Sino-Japonesa, ocorrida entre 1937 e 1945.
Em 12 de dezembro de 1936, o Generalíssimo Chiang Kai-shek, líder do Kuomintang, foi preso e sequestrado pelo marechal Zhang Xueliang, antigo senhor da guerra da Manchúria, então o estado fantoche de Manchukuo, ocupado pelo Japão. O incidente levou a uma trégua nas hostilidades entre os nacionalistas e comunistas chineses, provocando a formação de uma Segunda Frente Unida entre os dois lados em guerra, na luta contra a crescente ameaça japonesa ao país.
Os detalhes sobre este incidente permanecem pouco esclarecidos até hoje já que grande parte dos envolvidos nele, morreram sem revelar o que de fato aconteceu nestas semanas de cativeiro de Chiang Kai-shek nas mãos de Xueliang. Assim, as causas, os eventos e efeitos do ocorrido continuam tendo interpretações controversas.